# Liana Aureliano
Liana Maria Lafayette Aureliano da Silva (1942) é uma economista, empresária e professora universitária brasileira. 

## Carreira acadêmica
Liana Aureliano formou-se em ciências econômicas em 1969 pela Universidade Federal Fluminense (UFF), com pós-graduação pela Escola Latino-americana para Economistas (Escolatina) da Universidade do Chile (1973) e doutorado pela Universidade Estadual de Campinas (Unicamp). 

## Carreira profissional
Foi uma das professoras que implantaram o Instituto de Economia da UNICAMP (IE-Unicamp). Posteriormente, foi diretora do Instituto. 
Também esteve envolvida na fundação do órgão estadual de São Paulo, Fundação do Desenvolvimento Administrativo, extinguido em 2015, no governo de Geraldo Alckmin (PSDB). 

## Facamp
Em conjunto com os professores economistas João Manuel Cardoso de Mello, Luiz Gonzaga Belluzzo e Eduardo da Rocha Azevedo, fundou a Faculdades de Campinas (FACAMP), faculdade de matriz keynesiana com cursos voltada para negócios. 